# Adam Gdacjusz

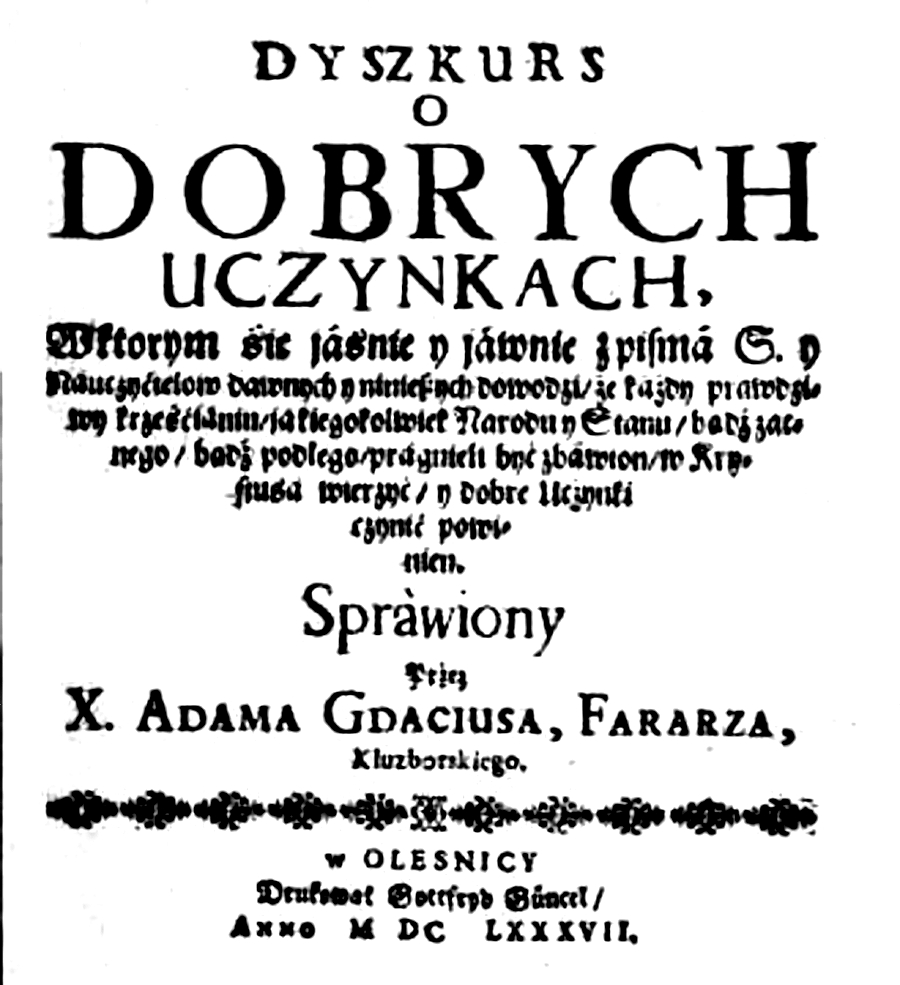
Książka Gdacjusza "Dyszkurs o dobrych uczynkach", wydana w Oleśnicy w roku 1687.

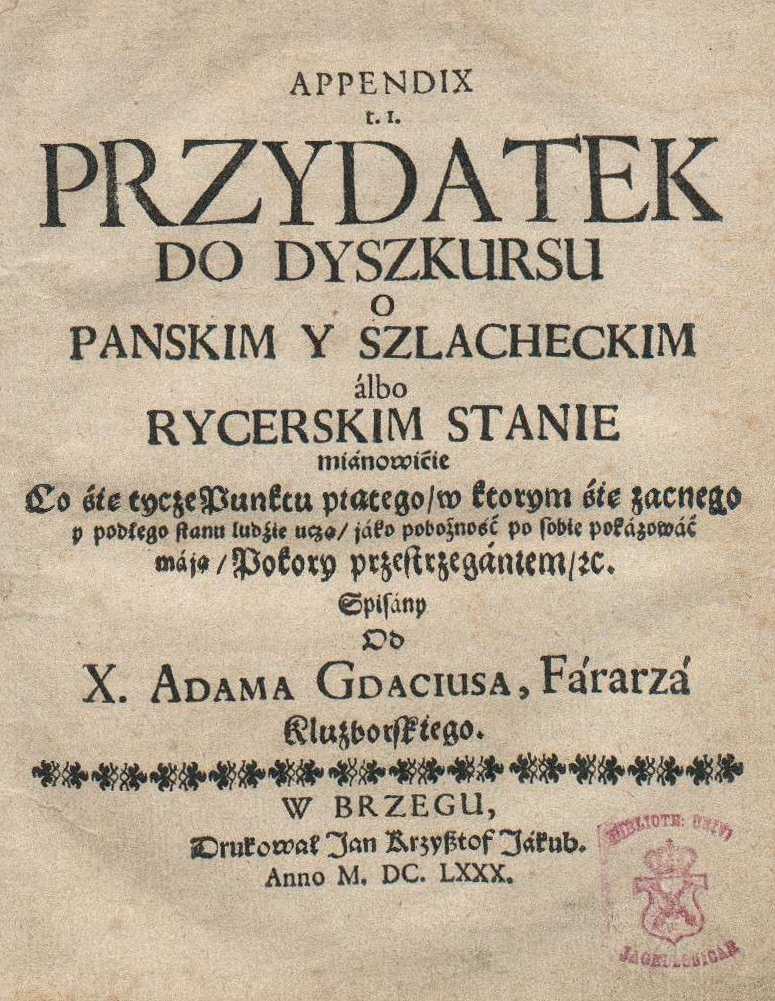
Pierwsze wydanie z Brzegu z roku 1680 książki Przydatek do dyszkursu o pańskim i szlacheckim albo rycerskim stanie.

Adam Gdacjusz (Adam Gdacius, Gdak), zw. Śląskim Rejem (ur. 1609 lub 1610 w Kluczborku, zm. 7 kwietnia lub 18 września 1688 tamże) – polski pisarz religijny, kaznodzieja, duchowny luterański, postyllograf.

## Życiorys
Do szkół uczęszczał prawdopodobnie w Brzegu i Wrocławiu. W roku 1633 zapisał się do gimnazjum toruńskiego. Rok później (1634) pracował już jako kantor i nauczyciel w Podhradie na Spiszu. W roku 1637 uczył się w gimnazjum elbląskim, skąd udał się do Wilna, gdzie ponownie został kantorem, tym razem w szkole ewangelickiej, a następnie jej rektorem. Powróciwszy stamtąd, był od roku 1641 diakonem w rodzinnym Kluczborku. Ściśle związał się z Kluczborkiem, gdzie od roku 1644 był najpierw diakonem, a potem proboszczem (1646) i seniorem. Kształcił się w Brzegu, Wrocławiu i Toruniu, następnie był m.in. rektorem szkoły w Bardiowie w ówczesnych Węgrzech (obecnie Słowacja).
W roku 1642 ożenił się z Marianną, córką Tomasza Scopiusa, pastora w Nagodowicach. Zmarł prawdopodobnie 7 kwietnia 1688 roku w Kluczborku.

## Twórczość
Tworzył po polsku i łacinie głównie literaturę kaznodziejsko-moralizatorską oraz poezję. Jego najważniejszym dziełem jest Postilla popularis, to jest kazania na Ewangelie święte (Leszno 1650 lub 1651). W swych kazaniach ukazywał niedolę ludu śląskiego i rozpasanie moralne po wojnie 30-letniej. Był gorącym propagatorem języka polskiego na Śląsku i przeciwnikiem germanizacji. Jako pierwszy wprowadził gwarę śląską do literatury. Książki Gdacjusza przyczyniły się do umocnienia polskiego środowiska protestanckiego na Śląsku, a pobudzając aktywność czytelniczą służyły też podniesieniu ogólnego poziomu oświaty wśród ludu.

### Ważniejsze utwory
- Ardens irae Divinae ignis, to jest kilka kazań pokutnych, Toruń 1644-1647, drukarnia M. Karnat, (6 kazań wydanych oddzielnie)[3]
- Postilla popularis, to jest kazania na Ewangelie święte, Leszno 1651, (Estreicher podaje 1650)

W latach 1674–1687 wydał drukiem 24 pozycje (głównie w Brzegu i Oleśnicy), m.in.:
- Appendix, tj. Przydatek do dyszkursu o pańskim i szlacheckim albo rycerskim stanie, Brzeg 1680[4], (fragmenty przedr. W. Taszycki Wybór tekstów staropolskich XVI-XVIII w., Lwów 1928; wyd. 2, Warszawa 1955)
- Kwestyja o pojedynkach
- Dyszkurs o pijaństwie[5]
- Kwestyja o polygamijej albo wielożeństwie[6]
- Trojaki o ołtarzach, obrazach i organach dyszkurs
- Kwestyja o zmartwychwstaniu[7]
- Kwestyjej o Pannie Maryjej
- Dyszkurs o dobrych uczynkach[8] (we wstępie wiersze pisane na cześć autora i dedykowane mu przez przyjaciół: Jana Kwakbolińskiego — seniora twardogórskiego, Adama Dediciusa i Tobiasza Gdaciusa, rektora szkoły w Twardogórze)

## Literatura
- Henryk Borek i Jan Zaremba, "Wybór pism / Adam Gdacjusz", Pánstwowe Wydawn. Naukowe, Warszawa 1969.
- Kaczmarzyk Izabela, Adam Gdacjusz. Z dziejów kaznodziejstwa śląskiego. Biblioteka Śląska, Katowice 2003, ISBN 83-87849-02-2.
- Mendykowa A. Dzieje książki polskiej na Śląsku. Ossolineum, Wrocław 1991.
- Michalkiewicz S. (red.) Oleśnica. Monografia miasta i okolic. Ossolineum, Wrocław 1981.
- Kula B. Adam Gdacjusz, "Kwartalnik Powiatu Oleśnickiego" 2003, nr 2 (7), s. 26–28.